# Histórias da vida de S. Bento (João Gonçalves)
Histórias da vida de S. Bento é um conjunto de treze afrescos pintados cerca de 1430-40 dos quais onze presumivelmente pelo pintor português do período gótico final João Gonçalves que se destinaram a decorar o Claustro das Laranjeiras (Chiostro degli Aranci) da Badia Fiorentina, mosteiro localizado no centro de Florença, onde ainda permanecem.
O ciclo de afrescos do claustro da Badia incluiu treze cenas correspondentes a outros tantos episódios da vida de S. Bento que foi narrada por S. Gregório Magno, tendo um dos afrescos sido repintado. A área pintada corresponde apenas a metade do perímetro do claustro e os afrescos ilustram apenas parte da referida narrativa pelo que julga que o ciclo ficou incompleto. Nos outros lados do claustro há seis sinopias de outras tantas lunetas, havendo outras seis que estão nos depósitos da superintendência italiana para as artes. Os treze afrescos do ciclo são os seguintes:
1. O jovem Bento parte para Roma
2. Bento conserta milagrosamente o crivo da ama com orações
3. Bento recebe o hábito monástico de Romano, que o auxilia em Subiaco; um anjo aparece a um padre que come a refeição de Páscoa e repreende-o
4. Bento enrolou-se nu num arbusto para vencer a tentação
5. Bento parte um copo envenenado
6. Bento liberta um monge do diabo batendo-lhe com uma vara
7. Bento recupera milagrosamente uma foice caída um lago
8. Bento envia Mauro a salvar Plácido que caíra no lago enquanto recolhia água
9. O padre Florêncio oferece um pão envenenado a São Bento, mas um corvo apanha-o e leva-o para longe
10. Bento repele um demónio que impedia os monges de levantar uma pedra na construção da abadia de Monte Cassino
11. Bento ressuscita um jovem monge soterrado por uma parede que desabou durante a construção da Abadia
12. Bento reconhece o escudeiro de Tótila disfarçado de rei que lhe foi enviado para o testar
13. Bento recebe o rei Tótila

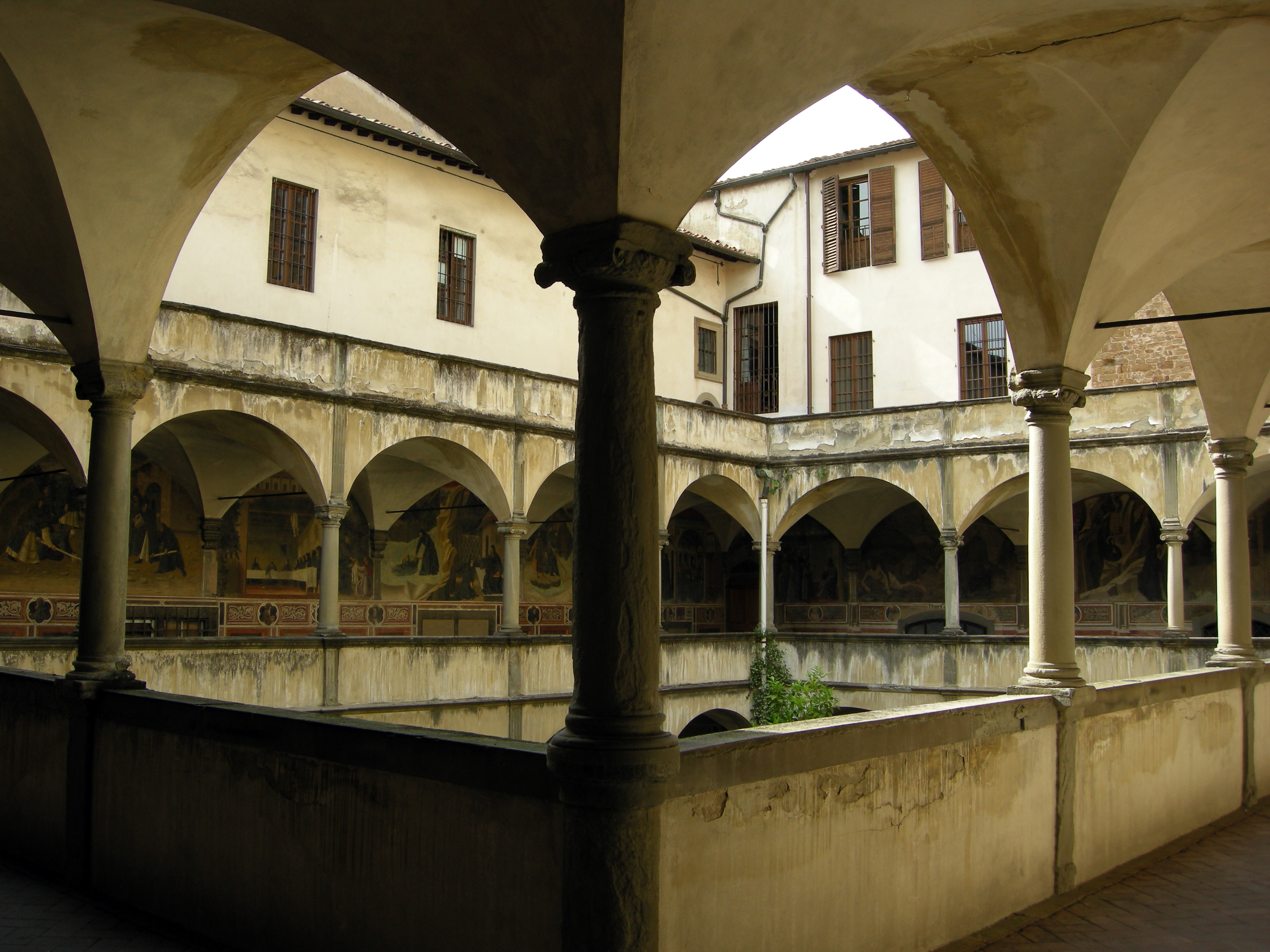
Passadiço superior do Claustro das Laranjeiras na Badia Fiorentina

O ciclo de afrescos com as "Storie di san Benedetto" estão nas paredes do andar superior do Claustro, nos lados norte e sul, tendo sido atribuidos tradicionalmente ao designado Mestre do Claustro das Laranjeiras, pintor situado entre Fra Angelico e Filippo Lippi, que se inspirou noutro ciclo anterior pintado na Sacristia da Basílica de San Miniato al Monte, também em Florença, da autoria de Spinello Aretino. Mas pesquisas posteriores encontraram documentado no livro de credores do mosteiro de 1436 a 1439 o nome do português João Gonçalves, um compatriota do então abade Gomez (Gomezio, em italiano).
Admite-se que a ida para Florença de João Gonçalves, que poderia ocupar o cargo de pintor da Corte, a expensas do rei D. Duarte teria sido uma forma deste retribuir os préstimos do abade Frei Gomes, que então estava à frente da Badia Fiorentina e fez uma viagem a Lisboa no final de 1435, o qual tinha conseguido obter várias mercês junto do Papa, esperando o rei a continuação desses préstimos. Como a gratidão do Rei se dirigia ao Abade e não à Badia, quando este, em finais de 1439, deixou o governo do mosteiro, D. Duarte terá mandado João Gonçalves regressar a Lisboa.

## Descrição

### O jovem Bento parte para Roma

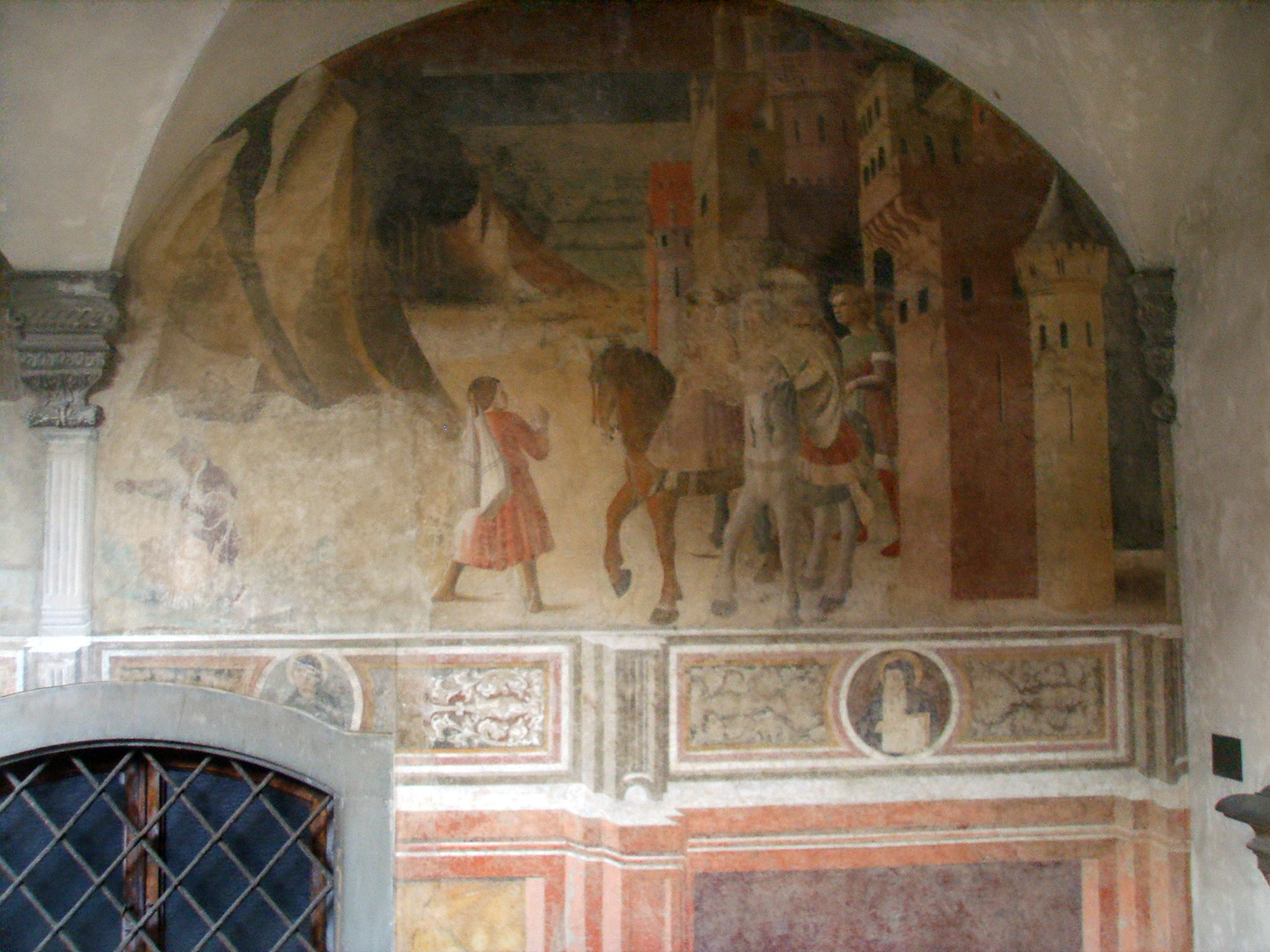
O jovem Bento parte para Roma

História: Segundo os Dialogi de Gregório Magno, Bento era filho de uma família nobre de Nórcia que o enviou estudar em Roma acompanhado da sua ama. Mas ao chegar a Roma, vendo como muitos se submetiam ao vício, abandonou os estudos, renunciou à casa paterna e à sua herança e decidiu fazer-se monge.
Neste primeiro afresco, Bento despede-se da família, no momento em que parte para Roma. O pintor parece ainda inseguro com a bagagem técnica que ainda o condiciona e se revela na arquitectura irrealista da cidade e na paisagem de inspiração portuguesa sob influência nórdica. Os cavalos parecem um pouco rudimentares, não respeitando o rigor anatómico, mas o tratamento das figuras denota a assimilação das lições com Fra Angélico, especialmente no domínio das cores, e a personalidade do próprio artista que começa a revelar-se, especialmente na figura do jovem Bento que se volta, a despedir-se da família, vergado sob o peso dos livros.

### Bento conserta milagrosamente o crivo da Ama com orações

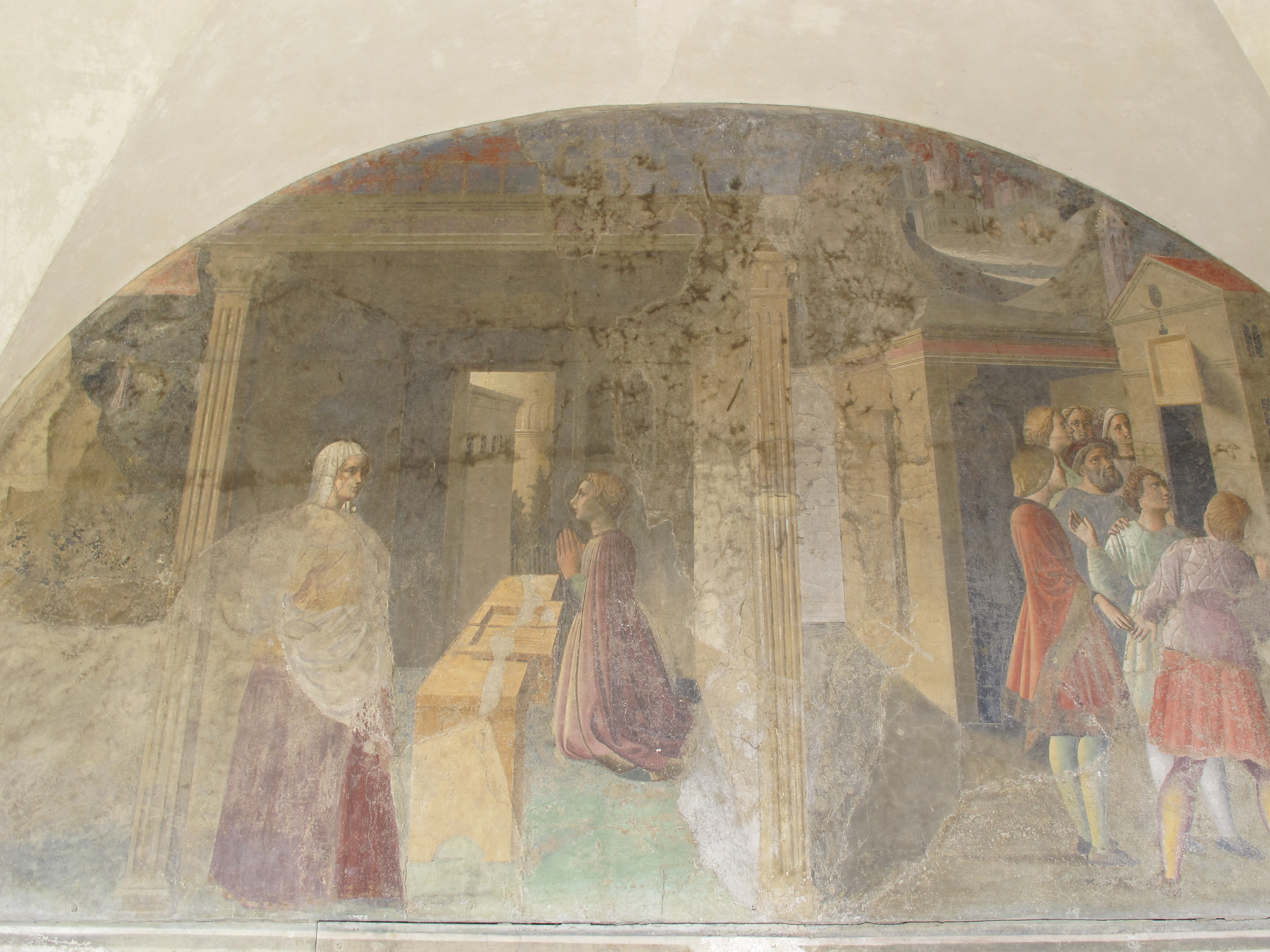
Bento conserta milagrosamente o crivo da Ama com orações

História: Ao procurar um ermo, Bento e a Ama pararam num lugar chamado Enfide. Para preparar a refeição, a Ama pediu emprestado um crivo para limpar trigo, que descuidadamente caiu ao chão e por ser de barro se partiu em dois. Ao dar pelo infortúnio, pesarosa, a Ama desatou a chorar, e Bento com pena dela pôs-se a rezar. Concluída a oração, Bento achou o crivo consertado tão perfeitamente que não se via sequer o vestígio da fractura e com palavras amigas entregou-o à Ama. A admiração deste prodígio foi tal entre os habitantes do lugar que penduraram o crivo sobre a porta da igreja.
Este fresco tem duas cenas: na esquerda, Bento está a orar perante o crivo partido a a Ama entristecida em primeiro plano; no lado direito, os habitantes do lugar admiram o crivo suspenso sobre o portal da igreja. O enquadramento arquitectónico e perspéctico foi nitidamente influenciado por Fra Angélico, sendo evidente o domínio da luz, sendo de realçar, no alto, e em fundo uma cidade em que alguns edifícios sugerem as construções florentinas da época.
Nos frescos seguintes, João Gonçalves revela um crescente domínio da arte da perspectiva arquitectónica, mas os edifícios partilham o espaço com amplas paisagens que constituem uma das suas marcas de originalidade.

### Bento recebe o hábito monástico de Romão que o auxilia em Subiaco; um anjo aparece a um padre que come a refeição de Páscoa e repreende-o

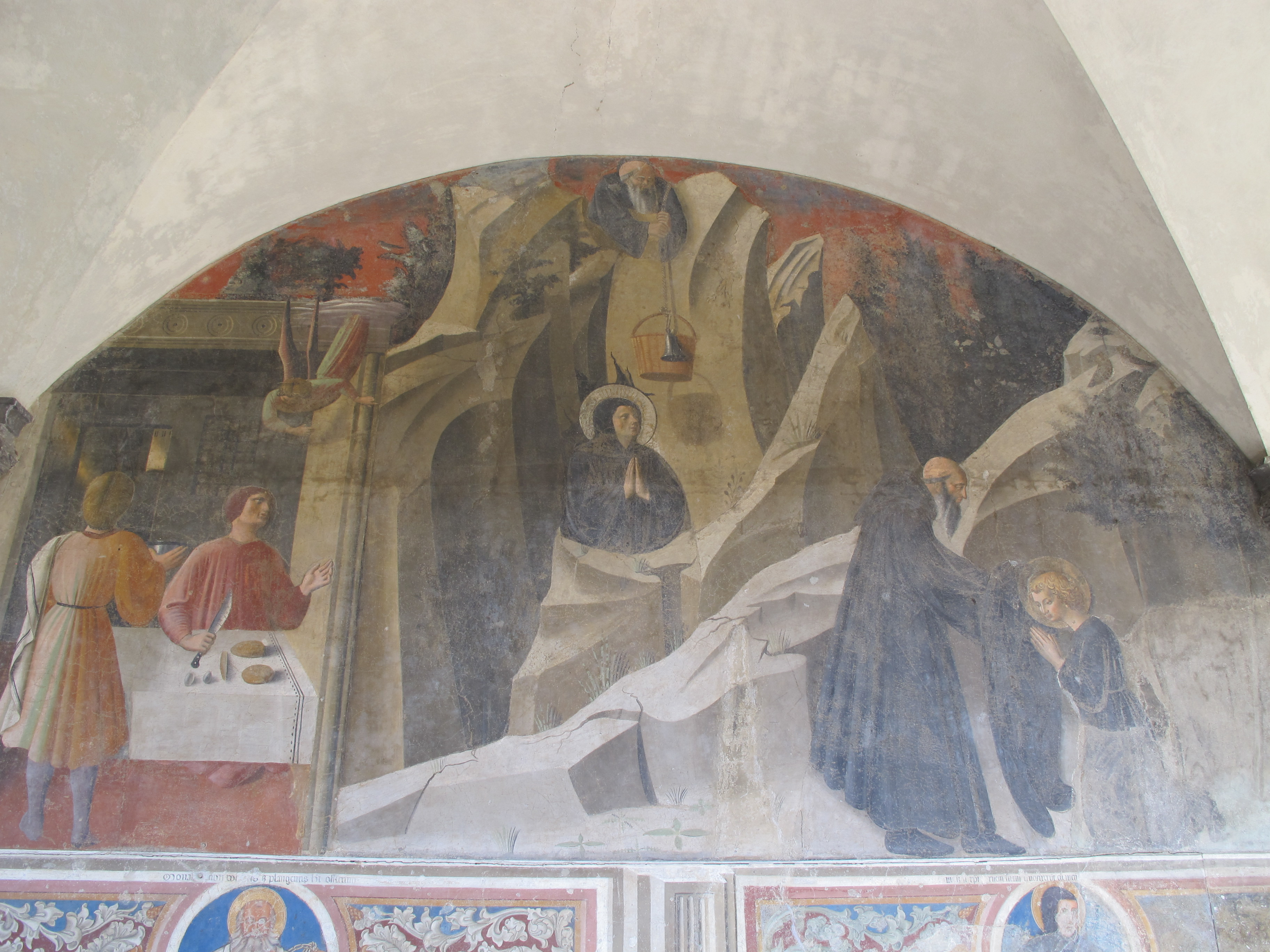
Bento recebe o hábito monástico de Romano, que o auxilia em Subiaco; um anjo aparece a um padre que come a refeição de Páscoa e repreende-o

História: Bento retirou-se para uma pequena gruta onde viveu durante três anos, incógnito excepto para o monge Romão de um mosteiro não muito longínquo dirigido pelo abade Adeodato. Com piedosa intenção e avisado por um anjo, e sem que o abade soubesse, Romão levava a Bento, em dias combinados, uma parte do seu alimento. Porque a gruta ficava num penhasco de difícil acesso, o monge utilizava uma corda para fazer descer os mantimentos, onde tinha presa uma campainha para avisar o santo eremita, que ao ouvi-la vinha buscar os alimentos. Porém, ao demónio não lhe agradava a caridade de um e a sobrevivência do outro, e um dia, quando o cesto descia, atirou uma pedra e quebrou a campainha, mas nem por isso Romão deixou de ajudar Bento.
Neste afresco, dominado por rochas escarpadas de uma natureza humanizada, Gonçalves aplica habilmente  múltiplas cambiantes de luz como poucos artistas florentinos da época e conta a história do retiro de S. Bento no ermo de Subiaco. No centro, ao alto, Bento recolhido na gruta recebe por uma cesta com uma campainha suspensa de uma corda a dádiva de alimentos do velho monge Romão, que o demónio, numa figura diminuta sobre o rochedo, procura impedir. No lado direito, Romão entrega a Bento o hábito de monge, e, no esquerdo, está a cena em que um padre é advertido pelo anjo, que constitui pictoricamente um dos momentos mais altos deste conjunto de afrescos. A naturalidade dos gestos serenos, os olhares que traduzem o diálogo entre o anjo que paira imponderável e o padre atingido pela visão, juntam-se a uma "natureza morta" invulgar, com pães, ovos e uma faca sobre a toalha branca a que as variações de luz conferem estudados efeitos de tonalidade e de sombra.

### Bento enrolou-se nu num arbusto para vencer a tentação
O original deste afresco foi inteiramente destruído, desconhecendo-se como e por que razão, talvez em consequência do radicalismo da época de Savonarola, tendo sido substituído, do início do século XVI, por outro de concepção medíocre da responsabilidade de Agnolo Bronzino.

### Bento parte um copo envenenado

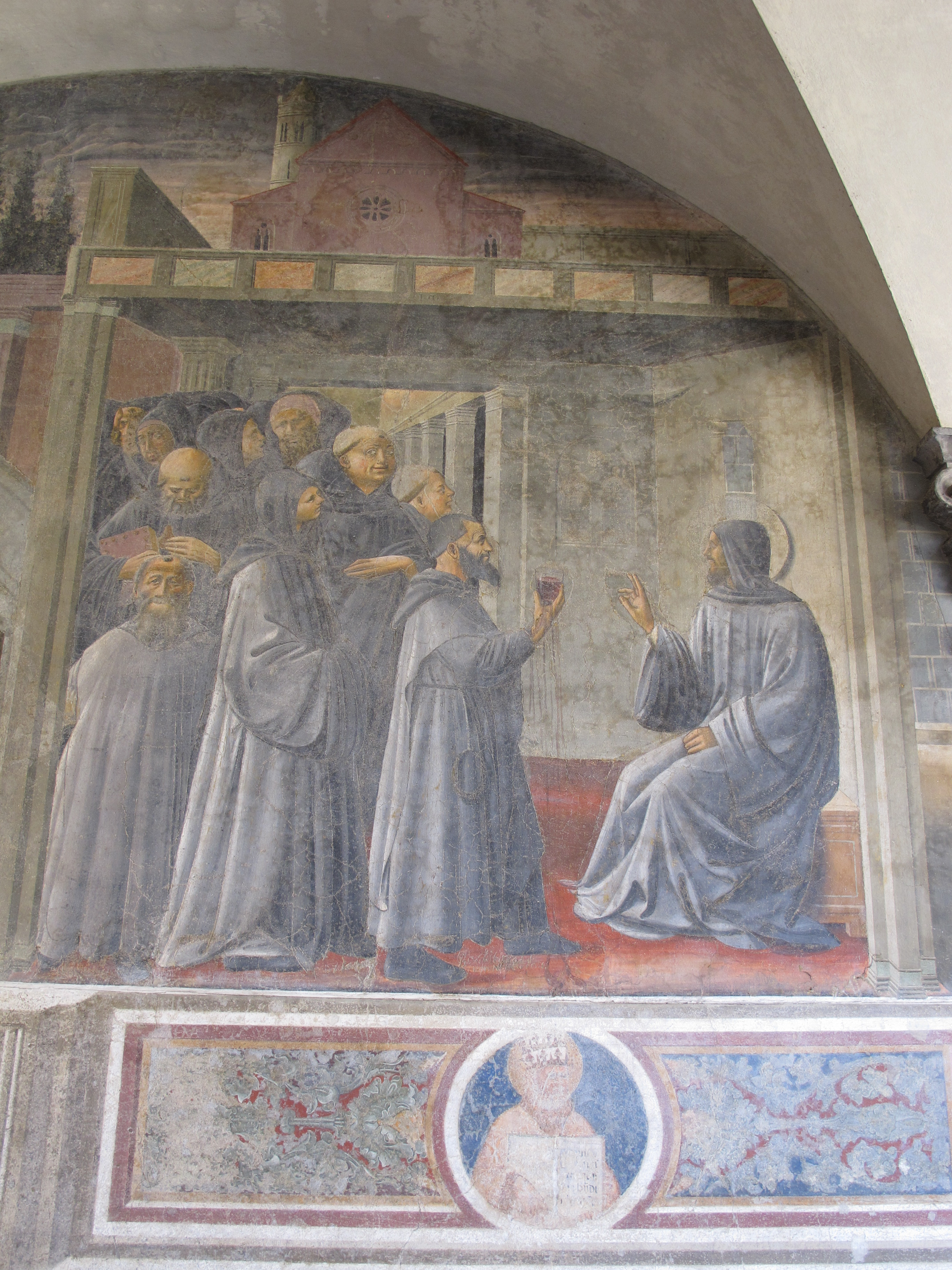
Bento parte um copo envenenado

História: Bento tornara-se conhecido pela sua vida exemplar, e quando morreu o abade do mosteiro próximo, os monges pediram-lhe insistentemente para que tomasse a direcção da comunidade. Bento acabou por ceder e depois empenhou-se em fazer cumprir o regulamento da vida monástica, de tal modo que alguns deles, descontentes, quiseram envenená-lo. Quando na ocasião lhe apresentaram o vinho para ser benzido, o copo partiu-se em fragmentos e a bebida envenenada derramou-se no solo. Bento compreendeu o que tinha acontecido e disse-lhe: “Irmãos, o Senhor Todo Poderoso se compadeça de vós. Porque fizestes isto?”
O quinto afresco representa o milagre do copo de vinho. A cena acontece num interior e a qualidade da execução testemunha a evolução do artista, numa síntese das lições da arte florentina e da herança da arte ibérica influenciada pelos nórdicos. A marca florentina nota-se nos gestos e atitudes das figuras e na arquitectura envolvente que se afasta do gótico e se aproxima das inovações do Renascimento. De salientar o vigor expressivo do conjunto, em contraste com o isolamento da figura de S. Bento, que de cabeça aureolada abençoa com a mão esquerda enquanto a outra repousa no manto cujas pregas se desdobram suavemente.
Entre os monges está um careca que sorri para o espectador tratando-se de possível auto-retrato do pintor, estando quase na vertical acima dele, de lado da cobertura feita de pequenas palas de mármore, as iniciais I.M..

### Bento liberta um monge do diabo batendo-lhe com uma vara

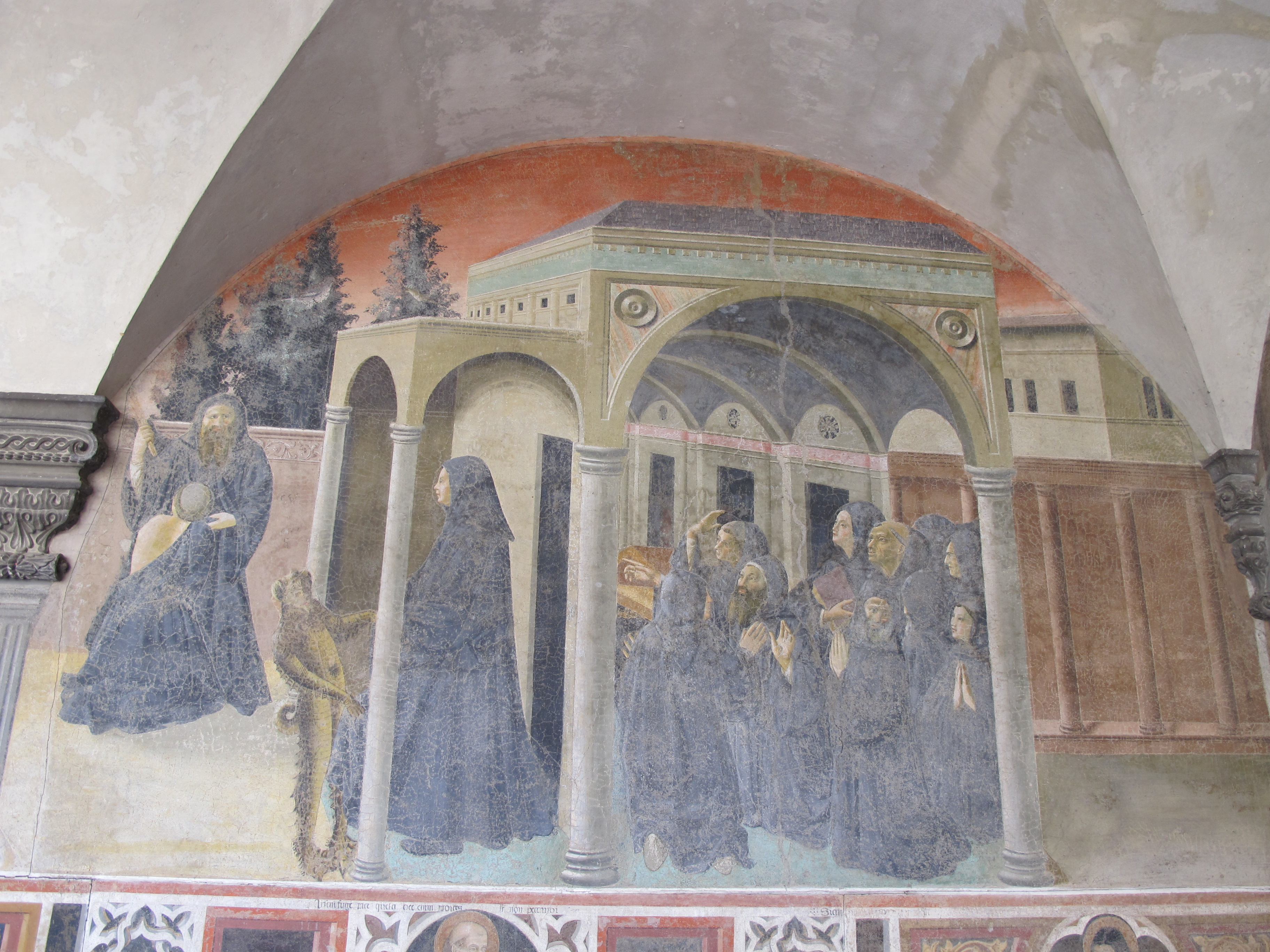
Bento liberta um monge do diabo batendo-lhe com uma vara

História: Havia um monge num mosteiro que no fim do canto dos Salmos do ofício divino, saía logo para o exterior, no período em que os outros monges se dedicavam à meditação. Bento foi advertido pelo abade desse mosteiro e considerou que era o demónio que arrastava o monge para o exterior do templo. Para libertar o monge do diabo aplicou-lhe umas vergastadas e o demónio não voltou a desinquietar o monge.
O fresco representa a tentação de um jovem frade, que era arrastado pelo demónio para fora da igreja durante a missa. As construções que servem de cenário a esta história, relacionam-se com as pesquisas arquitectónicas na Florença da época, ainda que sem as justas proporções. Para além da anedótica figura do demónio, de salientar o conjunto de Bento a aplicar o castigo ao monge caído em tentação. os expressivos gestos da comunidade e a figura do jovem frade, este num nítido perfil e com uma pureza de movimentos que constitui uma das expressões mais felizes do conjunto de afrescos e bem assim da rate florentina daquele tempo.

### Bento recupera milagrosamente uma foice caída um lago

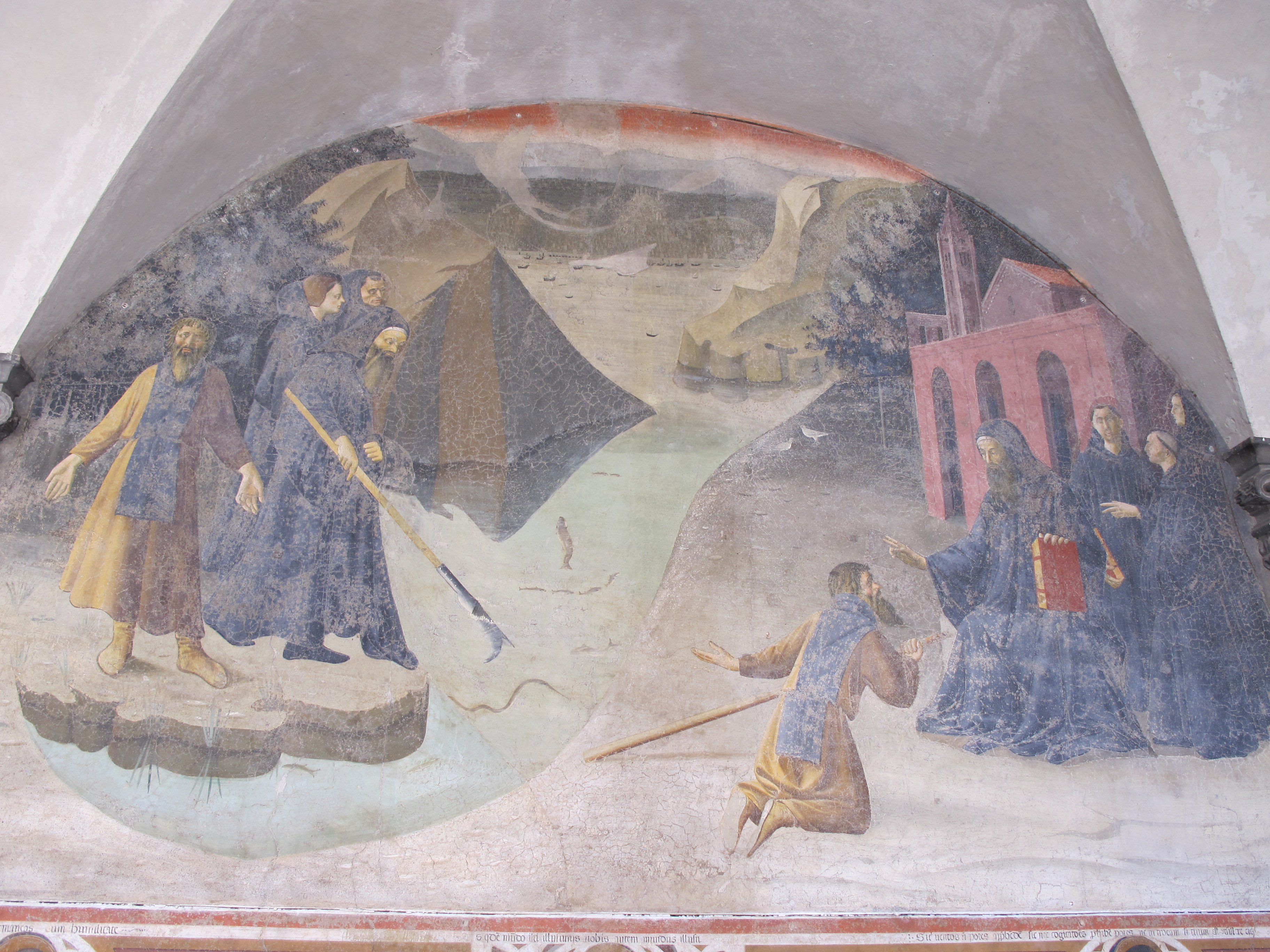
Bento recupera milagrosamente uma foice caída um lago

História: Um ostrogodo pediu guarida no mosteiro e pela formação rudimentar, foram-lhe atribuídas tarefas humildes e, num dia em que se estava a desbravar um silvado, a foice soltou-se do cabo e caiu no fundo do lago, deixando-o muito amargurado. S. Bento, a quem o godo se lamentou, pegou no cabo, meteu-o na água e quando o retirou a foice vinha de novo nele montada.
Neste afresco é contado o milagre da recuperação da foice que um servo deixara cair no lago. 
A grandiosidade das figuras, que antecipa as de Antonello da Messina, não impede uma elevada expressividade dos representados. Muito próxima de Masaccio, a figura do servo que implora o socorro de Bento, impõe-se pela dinâmica e pela capacidade de transmitir emoções. De realçar a paisagem fluvial, entre os rochedos, a lembrar a arte nórdica a que não será estranha a influência de Van Eyck na Península Ibérica.

### Bento envia Mauro a salvar Plácido que caíra no lago enquanto recolhia água

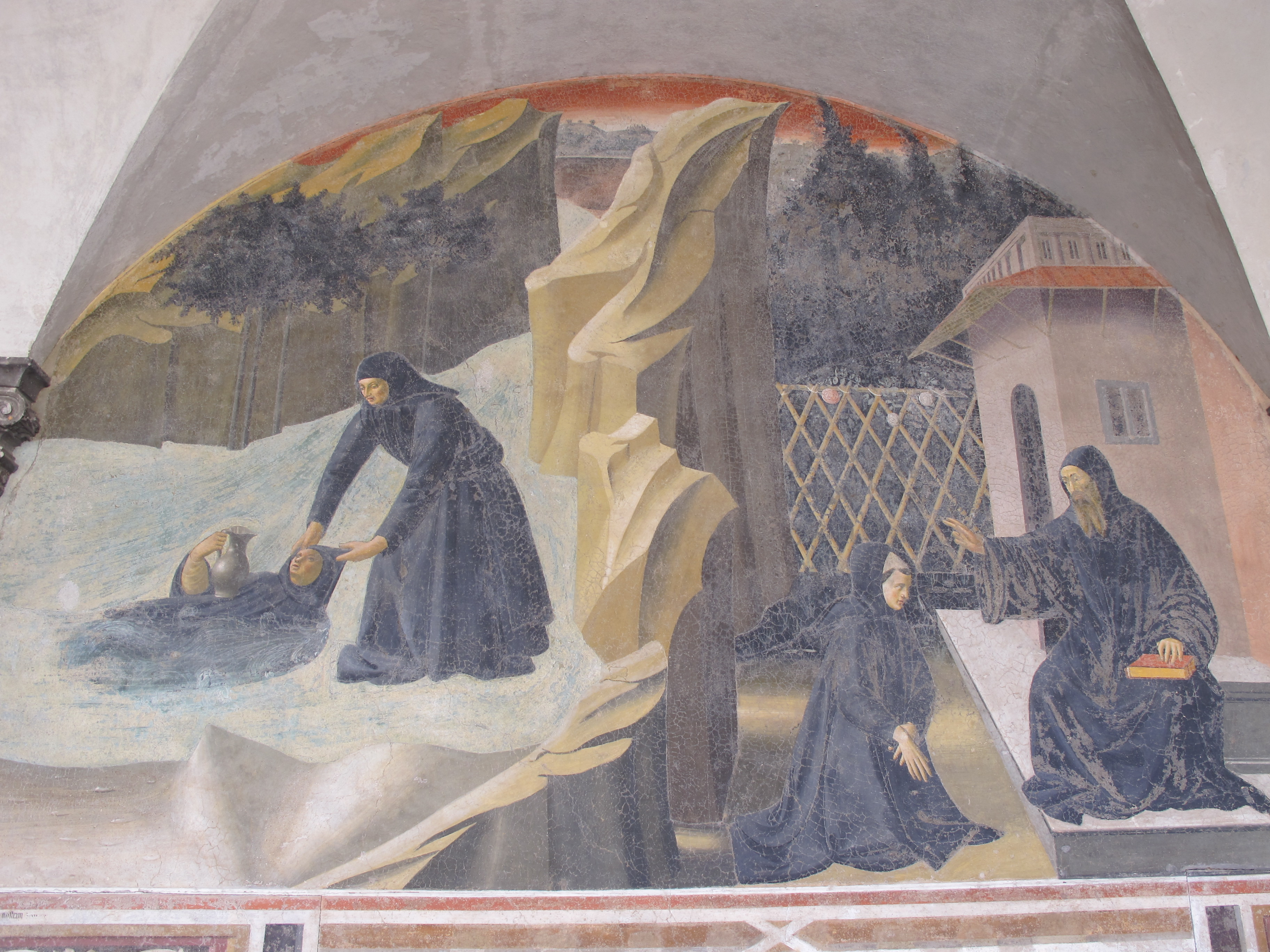
Bento envia Mauro a salvar Plácido que caíra no lago enquanto recolhia água

História: Algumas famílias piedosas entregavam filhos a Bento para serem educados segundo os melhores princípios. Assim viviam com ele dois jovens, Amaro e Plácido. Amaro sendo muito novo foi um dos esteios de Bento, enquanto Plácido era ainda uma criança. Um certo dia, Plácido foi buscar água ao lago, mas deixou cair o balde e, atrapalhando-se, caiu também ele no lago e foi afastado da margem pela corrente. Bento apercebeu-se do que acontecera e pediu a Amaro: “Irmão Amaro, acode depressa ao menino que caiu no lago e está a ser arrastado pela corrente”. Com a bênção de Bento, Amaro partiu imediatamente e quando chegou ao lago caminhou sobre as águas como se estivesse em terra firme e salvou o menino. Só após ter regressado à margem se apercebeu do que tinha acontecido, dando conta dos factos a Bento, que não atribuiu o sucedido ao seu méritos pessoal, mas sim à prontidão de Amaro. Mas Plácido dissipou a dúvida ao dizer: “Ao ser retirado da água, senti sobre mim o manto do Abade e que era ele mesmo em pessoa que me puxava”.
No afresco, dois momentos da história estão separados por uma fiada de esporões rochosos, que mais do que imagem realista de uma verdadeira paisagem era o método que nos alvores do Renascimento era usado para “sugerir” uma paisagem montanhosa. Tal método foi adoptado, entre outros, por Lorenzo Monaco e por Fra Angélico e já havia sido aplicado no terceiro fresco deste ciclo. Está bem conseguido o efeito do movimento das águas que fluem com rapidez, bem como o contraponto entre a paisagem vibrante de cor e luz e o negro das túnicas dos monges, culminando no contraste dentre a figura de S. Bento e a claridade das paredes do edifício que tem atrás de si.

### O padre Florêncio oferece um pão envenenado a São Bento, mas um corvo apanha-o e leva-o para longe

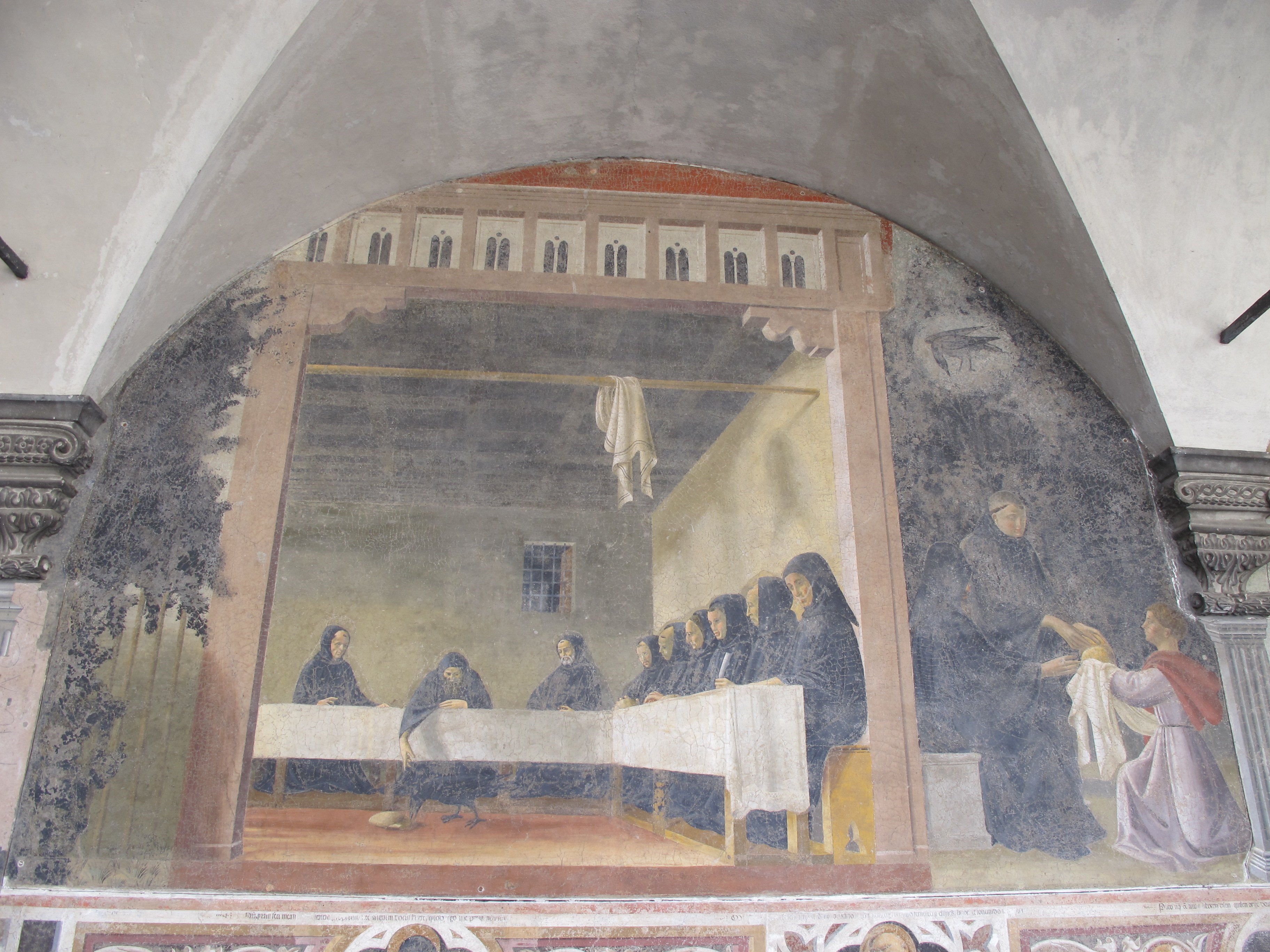
O padre Florêncio oferece um pão envenenado a São Bento, mas um corvo apanha-o e leva-o para longe

História: Enquanto a influência de S. Bento se alargava, Florêncio, presbítero de uma igreja perto do mosteiro dele, tinha inveja e ciúme do sucesso de Bento, a tal ponto que um dia, instigado pelo demónio, lhe mandou de presente um pão envenenado. Bento agradeceu a oferta, embora soubesse o que ela continha. À hora da refeição costumava vir um corvo receber pão das mãos do santo Abade. Nesse dia, Bento atirou-lhe o pão envenenado e ordenou-lhe: “Em nome de Deus, pega nesse pão e vai largá-lo num lugar onde ninguém o possa encontrar”. A ave, a grasnar e a abanar as asas, saltitava à volta do pão, como que a dizer que lhe era impossível, mas, perante a insistência do Santo, agarrou o pão com o bico e desapareceu, regressando passadas três horas para receber a ração habitual de pão.

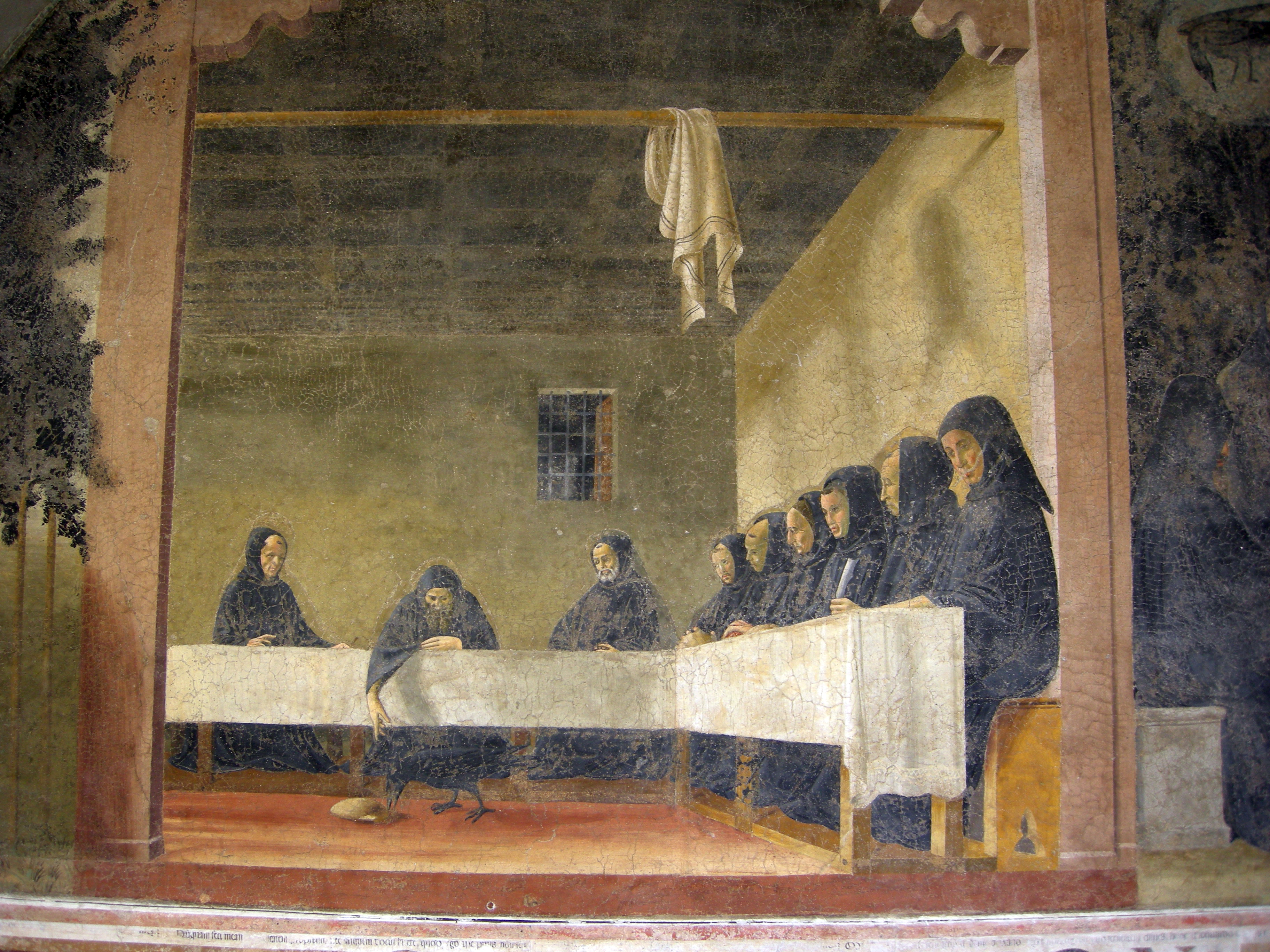
O padre Florêncio oferece um pão envenenado a São Bento, mas um corvo apanha-o e leva-o para longe

Este fresco tem sido considerado por muitos como o ponto mais alto da série e da evolução do artista que tinha sido enviado para um ambiente novo, diferente das suas origens, sem no entanto as abandonar inteiramente. Define as cores e a luz com mestria e domina a técnica da perspectiva, que, segundo Bruneleschi, era a base de uma boa obra pictórica, como evidencia claramente a cena do refeitório monacal. Na cena da direita, o jovem ajoelhado a oferecer o pão é claramente do mesmo autor do jovem Bento a despedir-se da família quando abandonava a terra natal. No refeitório conventual, há uma subtileza nas transições graduais da luz, que evitam a monotonia das paredes, e a expressividade dos rostos, sem esquecer o pormenor das rugas que neles imperam. Merecem referência ainda o tratamento das pregas e a transparência luminosa do pano de linho que passa das mãos do jovem ofertante para a travessa do tecto do refeitório, e o curioso episódio do corvo à volta no pão envenenado.
Para António Matos Reis, João Gonçalves revela uma grande sabedoria compositiva, um crescente refinamento no jogo das luzes e tonalidades, uma cadência rigorosa nas formas ritmadas e vigorosas que já se encontram no início da série.

### Bento repele um demónio que impedia os monges de levantar uma pedra na construção da Abadia de Monte Cassino

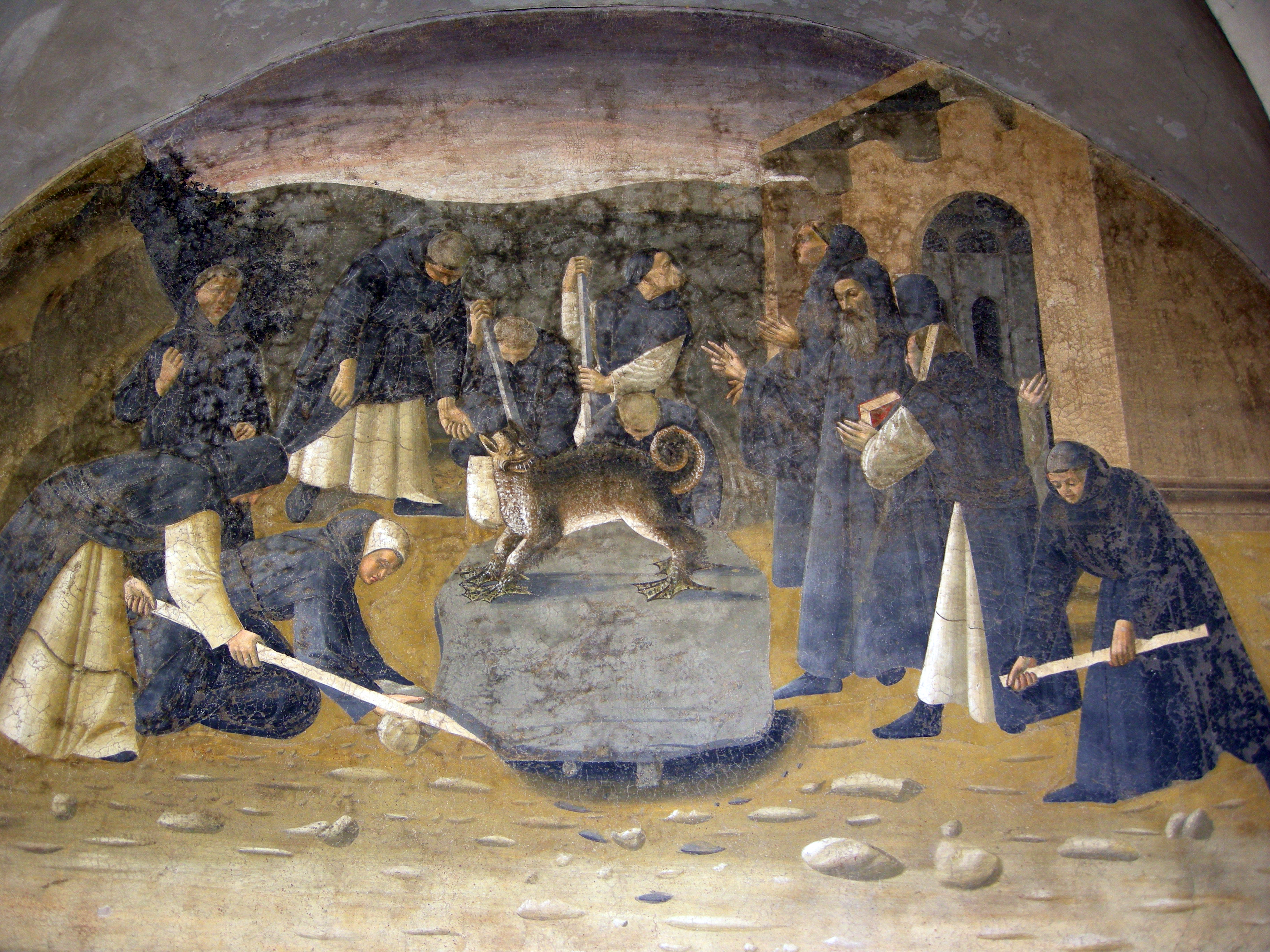
Bento repele um demónio que impedia os monges de levantar uma pedra na construção da Abadia de Monte Cassino

História: S. Bento deixou o vale de Subiaco, povoado de mosteiros, e dirigiu-se para o Monte Cassino, decidido a fundar um convento próximo de um templo onde ainda se prestava culto a Apolo, que ele substituiu pela invocação de S. Martinho. E quando andavam na construção do novo mosteiro, alguns monges encontraram uma pedra grande que tiveram dificuldade em remover para a usar nos muros, dificuldade que continuou mesmo com o apoio de outros monges, pelo que lhes ocorreu que seria uma acção do demónio. Foram pedir ajuda a Bento e ele, indo ao local, orou e benzeu a pedra e imediatamente os monges a conseguiram arrastar com facilidade.
Neste afresco, a cena deixa desenrola-se de novo no exterior, um ambiente que é tão caro a João Gonçalves. A luta entre as forças antagónicas, os monges e o demónio, desenvolve-se continuamente mas ao mesmo tempo com serenidade, sem manifestações de crueldade. Não atingindo o nível do anterior, este fresco revela um grande domínio da perspectiva, a que obedece a distribuição das figuras através do espaço, tão aperfeiçoada que se torna imperceptível num primeiro relance.

### Bento ressuscita um jovem monge soterrado por uma parede que desabou durante a construção da Abadia

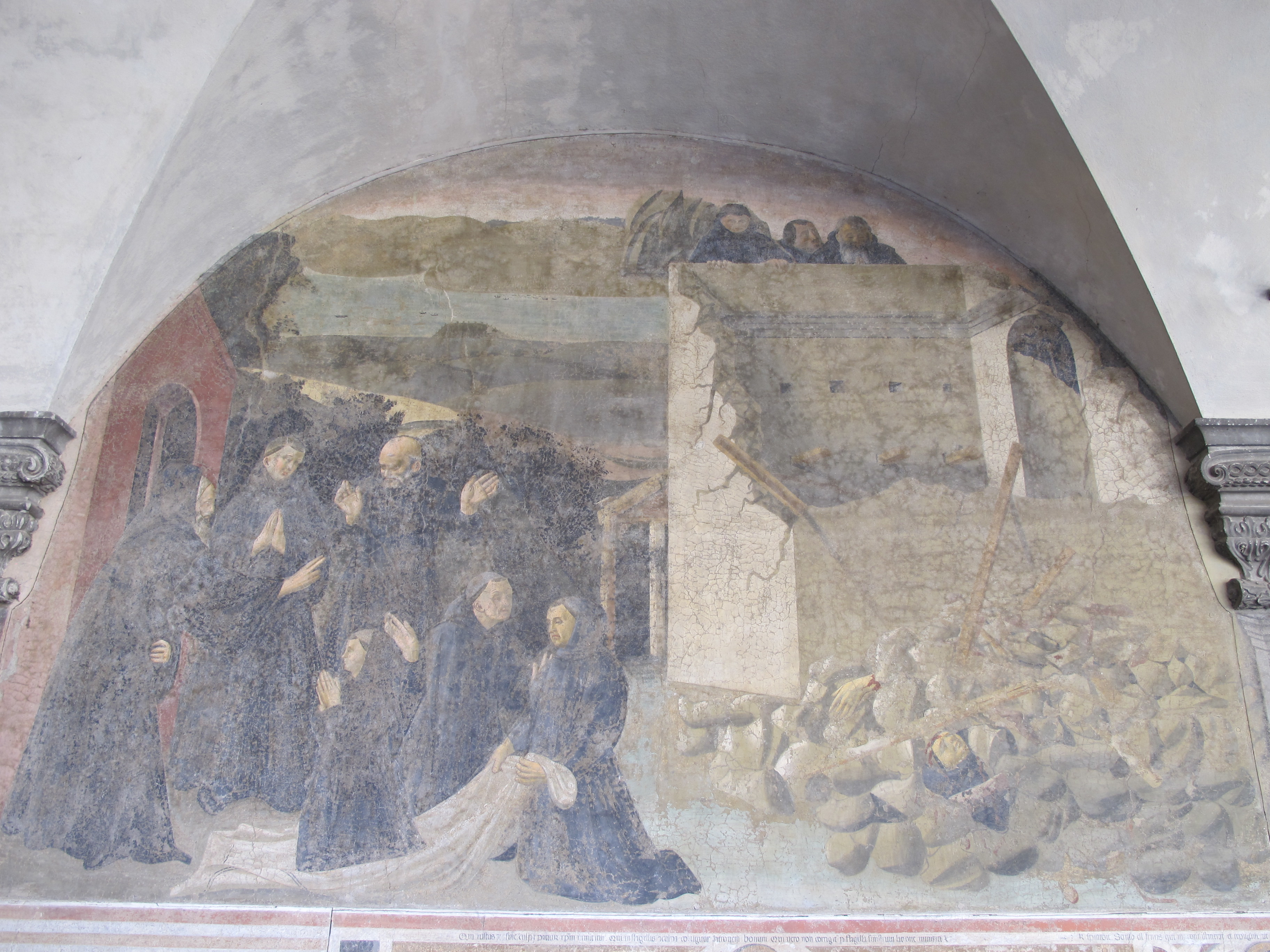
Bento ressuscita um jovem monge soterrado por uma parede que desabou durante a construção da Abadia

História: Um certo dia, S. Bento estava a orar na sua cela enquanto outros monges se ocupavam da construção de uma parede. Aconteceu que os andaimes cederam e a parede desabou soterrando um jovem monge nos escombros. Levaram o monge morto a S. Bento que perante o sucedido iniciou uma oração profunda. Quando terminou a oração, o monge atingido pela parede estava de pé na sua frente, são e salvo, tendo voltado para junto dos confrades, para os ajudar a refazer a parede.
A ressurreição do jovem monge deu a João Gonçalves a última oportunidade para demonstrar a sua perícia para lidar com o espaço, a luz e as cores no Claustro das Laranjeiras. No lado direito, os monges espreitam por cima da parede intacta a parte do edifício que ruiu e vêem a cabeça e a mão do monge no meio do montão das pedras que o esmagaram. Do outro lado, sem corte entre as duas cenas, vê-se o monge acidentado a levantar-se da mortalha após ter ressuscitado, a bênção de S. Bento e a admiração dos seus confrades. A distribuição espacial das vários várias componentes, respeitando não estritamente às leis da perspectiva, alarga significativamente a profundidade da cena, estando os vários elementos dispostos com uma naturalidade quase fotográfica.

### Bento reconhece o escudeiro de Tótila disfarçado de rei que lhe foi enviado para o testar

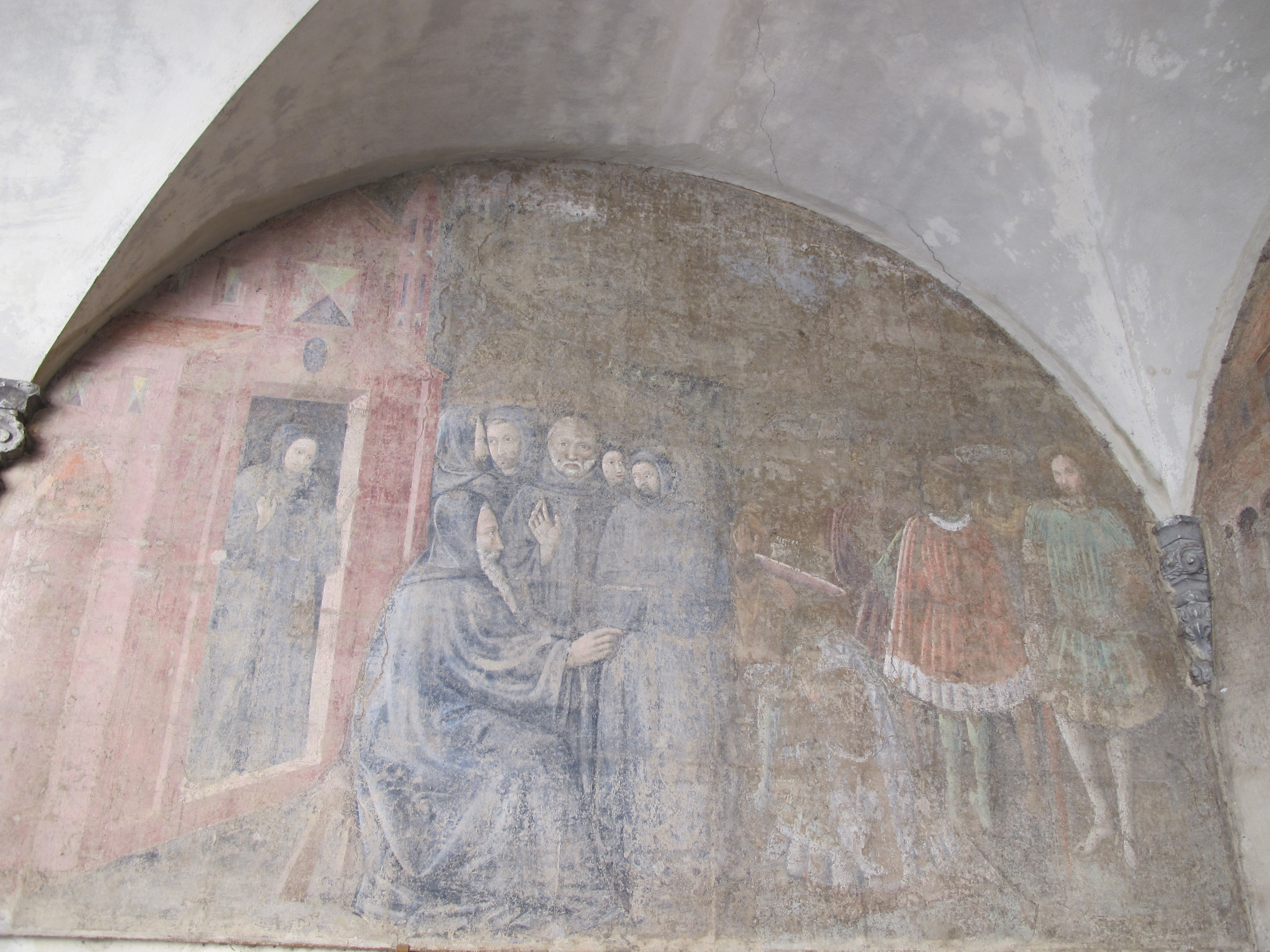
Bento reconhece o escudeiro de Tótila disfarçado de rei que lhe foi enviado para o testar

Tanto este afresco como o seguinte considera-se que não foram pintados por João Gonçalves. Representa os antecedentes da visita que Tótila, o rei dos ostrogodos, fez a S. Bento.

### Bento recebe o rei Tótila
Tanto este afresco como o anterior considera-se que não foram pintados por João Gonçalves. Representa a visita que Tótila, o rei dos ostrogodos, fez a S. Bento.

## História
João Gonçalves estava alojado no mosteiro chamado Badia Fiorentina em Maio de 1436 quando se concluíam as obras de construção do respectivo claustro. Embora alguns registos o refiram como “spangnolo”, existe documentação comprovativa do seu anterior relacionamento com o abade do mosteiro, Frei Gomes, no país de origem de ambos, por um registo de que este reembolsara o pintor de um empréstimo de cinco ducados que concedera ao abade quando ambos estavam em Portugal. Depois, em 1435, o abade Gomes deslocou-se a Portugal como núncio do Papa Eugénio IV junto do rei D. Duarte, tendo regressado a Florença em 1437.

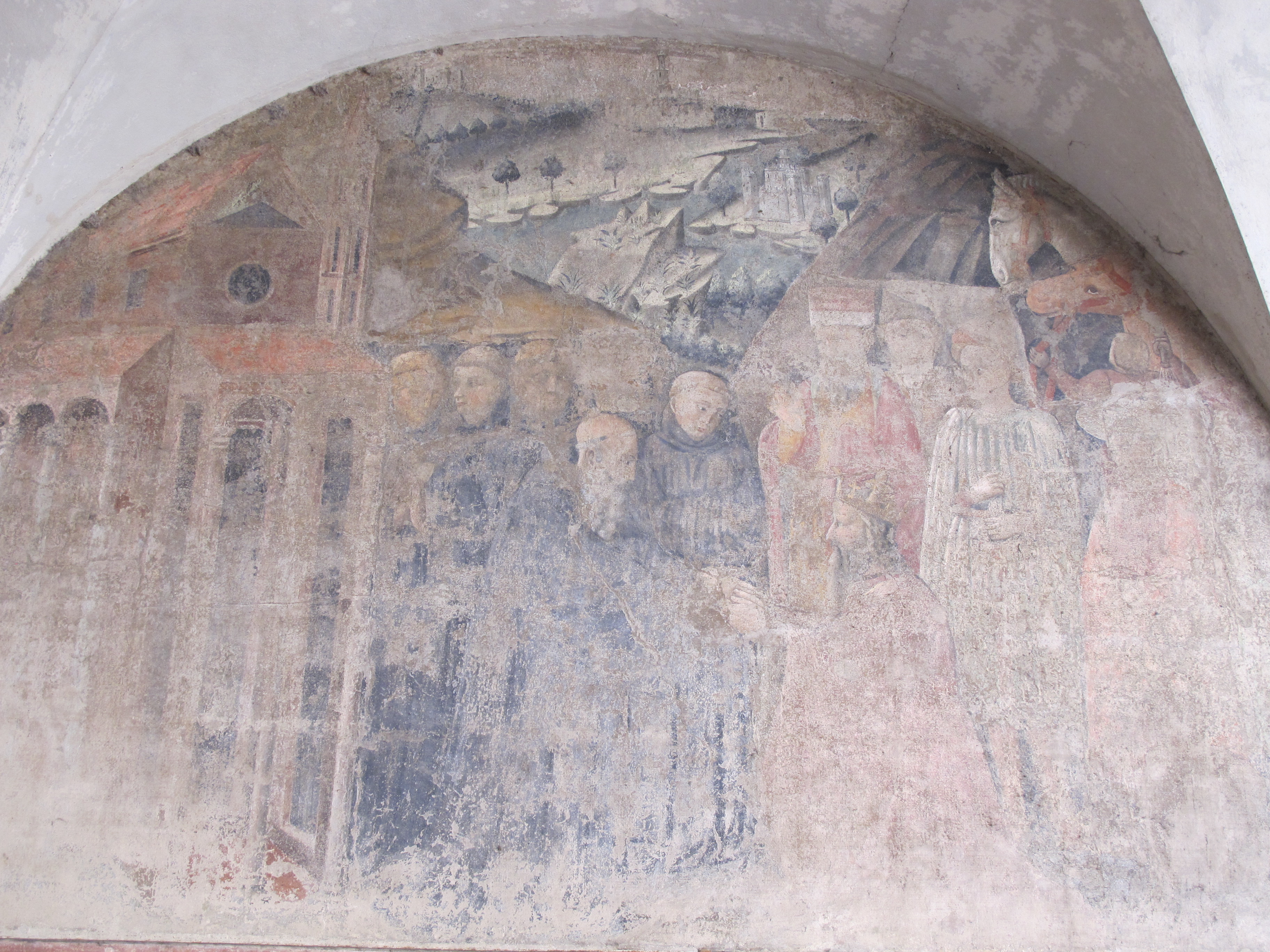
Bento recebe o rei Tótila

A contratação ou o envio de João Gonçalves para Florença com a missão de pintar o Claustro das Laranjeiras da Badia Fiorentina poderá estar relacionada com a presença do abade Gomes em Portugal. Eduardo Nunes sugere a hipótese de João Gonçalves ter sido mandado para Florença por iniciativa e a expensas do rei D. Duarte. O rei devia ao abade Gomes a intercessão junto do Papa para obtenção de valiosas graças e pensava continuar a valer-se dele para obter novos favores, e daí talvez o oferecimento dos préstimos do pintor da corte portuguesa para as obras em curso na Badia Fiorentina.
Antes de ser eleito Papa, Eugénio IV foi Cardeal Bispo de Siena e teve diversos contactos, nem sempre pacíficos, com Frei Gomes, quando este se encontrava à frente da Badia, e daí terá resultado, apesar de tudo, uma mútua estima, acentuada nos anos em que o Papa se viu forçado a residir em Florença, tendo D. Duarte procurado beneficiar com o conhecimento mútuo entre Papa e Abade.
João Gonçalves voltou, no entanto, à pátria antes da conclusão do programa pictórico do claustro. A interrupção pode estar relacionada com a peste que então atingiu Florença, além de Frei Gomes ter saído do mosteiro quando foi nomeado Geral dos Camaldulenses, em 20 de Novembro de 1439, tendo já antes sido designado o seu sucessor na Badia, quando foi encarregado pelo Papa de outras funções.
O retorno de João Gonçalves a Lisboa, que ocorreu após 3 de Julho de 1438, obrigou a que fosse confiada a outro artista a conclusão da primeira fase (e única realizada) do programa de afrescos do Chiostro degli Aranci. Os dois últimos frescos foram realizados por outro artista e denotam uma qualidade artística inferior à dos outros dez que terão sido obra do artista português. Dos onze afrescos realizados por João Gonçalves, um foi arruinado talvez em consequência do puritanismo fanático de Savonarola e dos seus sequazes, que achariam indigna a representação nua de um santo, tendo sido substituído mais tarde por outro, de execução medíocre, atribuído a Bronzino.
Em 1956, os frescos e as respectivas “sinópias” foram destacados e, após uma cuidadosa operação de restauro, apresentados numa exposição que teve lugar na fortaleza de Belvedere, e depois foram ali guardados até serem recolocados no lugar de origem, no final de 1978, por ocasião das comemorações do milénio da Badia Fiorentina.